# Ceratoscopelus
A Ceratoscopelus a sugarasúszójú halak (Actinopterygii) osztályának Myctophiformes rendjébe, ezen belül a gyöngyöshalfélék (Myctophidae) családjába tartozó nem.

## Rendszerezés
A nembe az alábbi 3 faj tartozik:
- Ceratoscopelus maderensis (Lowe, 1839) - típusfaj
- Ceratoscopelus townsendi (Eigenmann & Eigenmann, 1889)
- Ceratoscopelus warmingii (Lütken, 1892)